# 愛情は深い海の如く (2011年の映画)
『愛情は深い海の如く』（あいじょうはふかいうみのごとく、原題：The Deep Blue Sea）は、2011年のイギリスのロマンス・ドラマ映画。監督はテレンス・デイヴィス、出演はレイチェル・ワイズ、トム・ヒドルストン、サイモン・ラッセル・ビールら。1955年にも映画化された（邦題は『愛情は深い海のごとく』）、テレンス・ラティガンによる1952年の戯曲『深く青い海』を原作とする。判事を夫に持ちながらも、元イギリス空軍のパイロットと恋に落ちる女性を描く。
撮影は2010年後半に開始し、ラティガンの生誕100周年となる2011年にイギリスで公開された。アメリカでは2012年に公開された。
日本では劇場未公開で、2014年1月24日にDVDが発売された。

## キャスト
- へスター・コリヤー: レイチェル・ワイズ - 判事の妻。
- フレディ・ペイジ: トム・ヒドルストン - 元空軍パイロット。
- ウィリアム・コリヤー卿: サイモン・ラッセル・ビール - ヘスターの夫。判事。
- ジャッキー・ジャクソン: ハリー・ハデン＝ペイトン（英語版）
- エルトン夫人: アン・ミッチェル（英語版）
- リズ・ジャクソン: サラ・カンツ
- ミラー: カール・ジョンソン（英語版）
- ウィリアムの母: バーバラ・ジェフォード（英語版）
- へスターの父: オリバー・フォード・デイヴィス（英語版）

## 製作
撮影は全てロンドンで行われた。
オーケストラによるBGMには1939年に作曲されたサミュエル・バーバーの「ヴァイオリン協奏曲」が使用されている。

## 評価
本作は批評家から絶賛されている。映画批評集積サイトのRotten Tomatoesには130件のレビューがあり、批評家支持率は80%、平均点は10点満点で6.1点となっている。また、Metacriticでは30件の批評に基づき加重平均値は82/100となっている。
ワイズは第78回ニューヨーク映画批評家協会賞で主演女優賞を受賞し、同年のトロント映画批評家協会賞でも主演女優賞を受賞した。また、2012年12月、ワイズは第70回ゴールデングローブ賞の主演女優賞にノミネートされた。
本作は『ニューヨーク・タイムズ』誌と『ロサンゼルス・タイムズ』誌の年間トップ10映画の1つに選出された。

## 受賞
| 賞                                       | 受賞日                | カテゴリー                       | 対象                       | 結果       |
| ---------------------------------------- | --------------------- | -------------------------------- | -------------------------- | ---------- |
| 第55回ロンドン映画祭                     | 2011年10月12日 - 27日 | 作品賞                           | 『愛情は深い海の如く』     | ノミネート |
| 第39回イブニング・スタンダード英国映画賞 | 2012年2月6日          | 主演女優賞                       | レイチェル・ワイズ         | ノミネート |
| 第33回ロンドン映画批評家協会賞           | 2012年1月19日         | 女優賞                           | レイチェル・ワイズ         | ノミネート |
| 第33回ロンドン映画批評家協会賞           | 2012年1月19日         | 助演男優賞                       | サイモン・ラッセル・ビール | ノミネート |
| 第78回ニューヨーク映画批評家協会賞       | 2012年12月3日         | 主演女優賞                       | レイチェル・ワイズ         | 受賞       |
| 第70回ゴールデングローブ賞               | 2013年1月13日         | 映画部門 主演女優賞 (ドラマ部門) | レイチェル・ワイズ         | ノミネート |